# Erica Page
Erica Page es una actriz y modelo estadounidense. Es conocida por su papel de Bella Tru en la telenovela de Oprah Winfrey Network, Ambitions.

## Vida y carrera
Page es la mayor de nueve hermanos y tiene ascendencia mexicana-estadounidense. Comenzó su carrera con un papel secundario en la serie de comedia The Game en 2012, y luego interpretó papeles secundarios en Sleepy Hollow, The Vampire Diaries, Saints & Sinners y Nashville. Sus créditos cinematográficos incluyen Mr. Right (2015), Blue Mountain State: The Rise of Thadland (2016) y Office Christmas Party (2016).
En 2018, Page obtuvo un rol en la telenovela de horario estelar de Oprah Winfrey Network If Loving You Is Wrong y fue estrella invitada en la telenovela de horario estelar de The CW Dynasty. En 2019, Page obtuvo un papel regular en la serie de comedia Last Call de Bounce TV junto a Charles Malik Whitfield y Brely Evans. Más tarde ese año, protagonizó la telenovela en horario estelar de Oprah Winfrey Network, Ambitions como la diseñadora de moda Bella Tru, la amante del alcalde de Atlanta Evan Lancaster (Brian J. White).